# Флитвуд, Мик
Мик Флитвуд (англ. Mick Fleetwood; настоящее имя Майкл Джон Келлс Флитвуд, англ. Michael John Kells Fleetwood; 24 июня 1947, Редрут, Корнуолл, Англия) — британский и американский барабанщик. Наиболее известен как основатель и единственный бессменный участник группы Fleetwood Mac, название которой составлено из его фамилии, а также из половины фамилии его коллеги по группе — Джона МакВи.
Помимо Fleetwood Mac Флитвуд участвовал и в других проектах. Так в 1981 году он принимает участие в записи альбома Питера Грина «Rattlesnake Shake». В 1983 году он создаёт проект «Mick Fleetwood’s Zoo» и записывает альбом «I’m Not Me». В 1991 году выходит второй альбом этой группы под названием «Shaking the Cage». В 2004 году он выпускает альбом «Something Big», на этот раз под вывеской «The Mick Fleetwood Band». В марте 2009 года появился новый альбом «Blue Again».
Флитвуд также снялся в боевике «Не ведая пощады» («Нулевой допуск», 1994) и в нескольких фильмах в эпизодических ролях.